# Атанас Илиев (футболист)
Вижте пояснителната страница за други личности с името Атанас Илиев.
Атанас Петров Илиев (роден на 9 октомври 1994 г. в Добрич) е български футболист, централен нападател, който играе за ЦСКА 1948.

## Кариера
Първите му стъпки във футбола са в отбора на Добруджа (Добрич). На 15 години преминава в юношеската школа на Черно море (Варна). На 14 май 2012 г. прави дебют за мъжкия отбор на Черно море в мач срещу Видима и бележи за 2:1, носейки победа на отбора си. Същата година подписва професионален договор с „моряците“. В следващия сезон излиза на терена в още няколко мача.
На 30 юли 2014 г. преминава в ПФК Добруджа, където играе в Б професионална футболна група. Още в първия мач за новия си отбор отбелязва 2 гола срещу Ботев (Враца) само за 10 минути игра, а след петия кръг за сезона става едноличен голмайстор на групата с 6 гола и е включен в идеалния отбор. Завършва сезона със 17 попадения в 28 срещи.